# Ted Nash
Theodore Allison "Ted" Nash II (født 29. oktober 1932 i Melrose, Massachusetts, USA, død 3. juli 2021 i Medford, New Jersey) var en amerikansk roer og olympisk guldvinder.

## Rokarriere
Nash roede primært for Lake Washington Rowing Club, og det var her, han i 1959 var en del af den firer uden styrmand, der vandt guld ved de panamerikanske lege. Ved OL 1960 i Rom stillede han også op i denne båd, hvis besætning derudover blev udgjort af Arthur Ayrault, John Sayre og Rusty Wailes. Her måtte amerikanerne ud i opsamlingsheat efter at være blevet nummer to i indledende heat efter Storbritannien, men med sejr i deres opsamlingsheat kvalificerede de sig til finalen, der blev et ganske tæt løb, hvor der kun var 3,5 sekunder mellem vinderne og bronzemedaljetagerne. Amerikanerne sikrede sig guldet foran Italien og Sovjetunionen. Wailes blev dermed en af en lille gruppe amerikanske roere, der har vundet to olympiske guldmedaljer.
I 1963 vandt han igen guld ved de panamerikanske lege i firer uden styrmand, og ved OL 1964 i Tokyo deltog han igen, nu sammen med Ted Mittet, Dick Lyon, Phil Durbrow og Geoffrey Picard. Mittet, Lyon, Durbrow og Nash roede indledende heat, hvor de blev besejret af Storbritannien, mens de sejrede i opsamlingsheatet (nu med Picard i stedet for Durbrow). Finalen blev tæt, men Danmark vandt lidt overraskende, mens Storbritannien blev nummer to og amerikanerne (samme besætning som i opsamlingsheatet) nummer tre, blot lidt over to sekunder efter de danske vindere.
Fra 1965 koncentrerede Nash sig om trænergerningen på University of Pennsylvania. Her trænede han en lang række roere, der blev OL-deltagere, og han var træner ved både olympiske og panamerikanske lege i perioden 1967 til 2007. Han stod også bag universitetets hold, der to sæsoner var ubesejret.

## Videre karriere
Nash havde ud over sin karriere som træner også flere administrative funktioner. Han grundlagde blandt andet det nationale roforbund for kvinder og var en periode præsident for dette. Han var desuden medlem af den olympiske rokomité for kvinder.

## OL-medaljer
- 1960:  Guld i firer uden styrmand
- 1964:  Bronze i firer uden styrmand